# Artie Hatzes
Artie Hatzes (* 24. Mai 1957 in Havre de Grace, Maryland, USA) ist ein US-amerikanischer Professor für Astrophysik an der Friedrich-Schiller-Universität Jena und Direktor der Thüringer Landessternwarte Tautenburg.
Hatzes hat griechische Wurzeln, sein Vater kürzte den Familiennamen von Hatzigeorgios zu Hatzes. Seine Familie zog bald nach seiner Geburt nach Fort Worth. Vor seiner Berufung an die Universität in Jena arbeitete Hatzes am McDonald Observatory.
Hatzes gilt als einer der Pioniere bei der Suche nach Exoplaneten und ist an der Mission des COROT-Weltraumteleskops beteiligt. Er forscht bereits seit dem Jahr 1998 auf diesem Gebiet und hat die Radialgeschwindigkeitsmethode bei der Suche an der Landessternwarte etabliert.
Hatzes entdeckte die Exoplaneten Pollux b, Epsilon Eridani b und den Begleiter um HD 13189. Außerdem bestimmte er gemeinsam mit einem COROT-Kollegen die Masse von CoRoT-7 c, die mit 4,8 Erdmassen den damaligen Rekord des masseärmsten Exoplaneten hielt.